# ピアノーポリ
ピアノーポリ（イタリア語: Pianopoli）は、イタリア共和国カラブリア州カタンザーロ県にある、人口約2,600人の基礎自治体（コムーネ）。

## 地理

### 位置・広がり

#### 隣接コムーネ
隣接するコムーネは以下の通り。
アマート、 フェロレート・アンティーコ、 マイダ、 マルチェッリナーラ、 セッラストレッタ